# Melanotrichus mistus
Melanotrichus mistus är en insektsart som beskrevs av Knight 1925. Melanotrichus mistus ingår i släktet Melanotrichus och familjen ängsskinnbaggar. Inga underarter finns listade i Catalogue of Life.